# Sant'Agata di Militello
Sant'Agata di Militello er en italiensk by (og kommune) i regionen Sicilien i Italien, med omkring 11.866(2023) indbyggere.  